# 卡佩爾郡
卡佩爾郡乃澳大利亞西澳的一個地方政府，位於府城伯斯之南200公里；郡轄境有557.6平方公里。2006年，有居民10,206人。

## 議會
郡議會有議席11座，未分區。

## 外部連結
- 卡佩爾郡官方網站 （页面存档备份，存于）